# Comté de Dublin
Le comté de Dublin (en anglais : County Dublin, en irlandais : Contae Átha Cliath) est la circonscription administrative de la république d’Irlande qui contient la ville de Dublin, capitale et plus grande ville de la république d’Irlande, ainsi que les comtés de Dun Laoghaire-Rathdown, Fingal et Dublin Sud.

## Situation
Dublin est localisée sur la côte est de l’Irlande dans la province de Leinster. 

## Historique

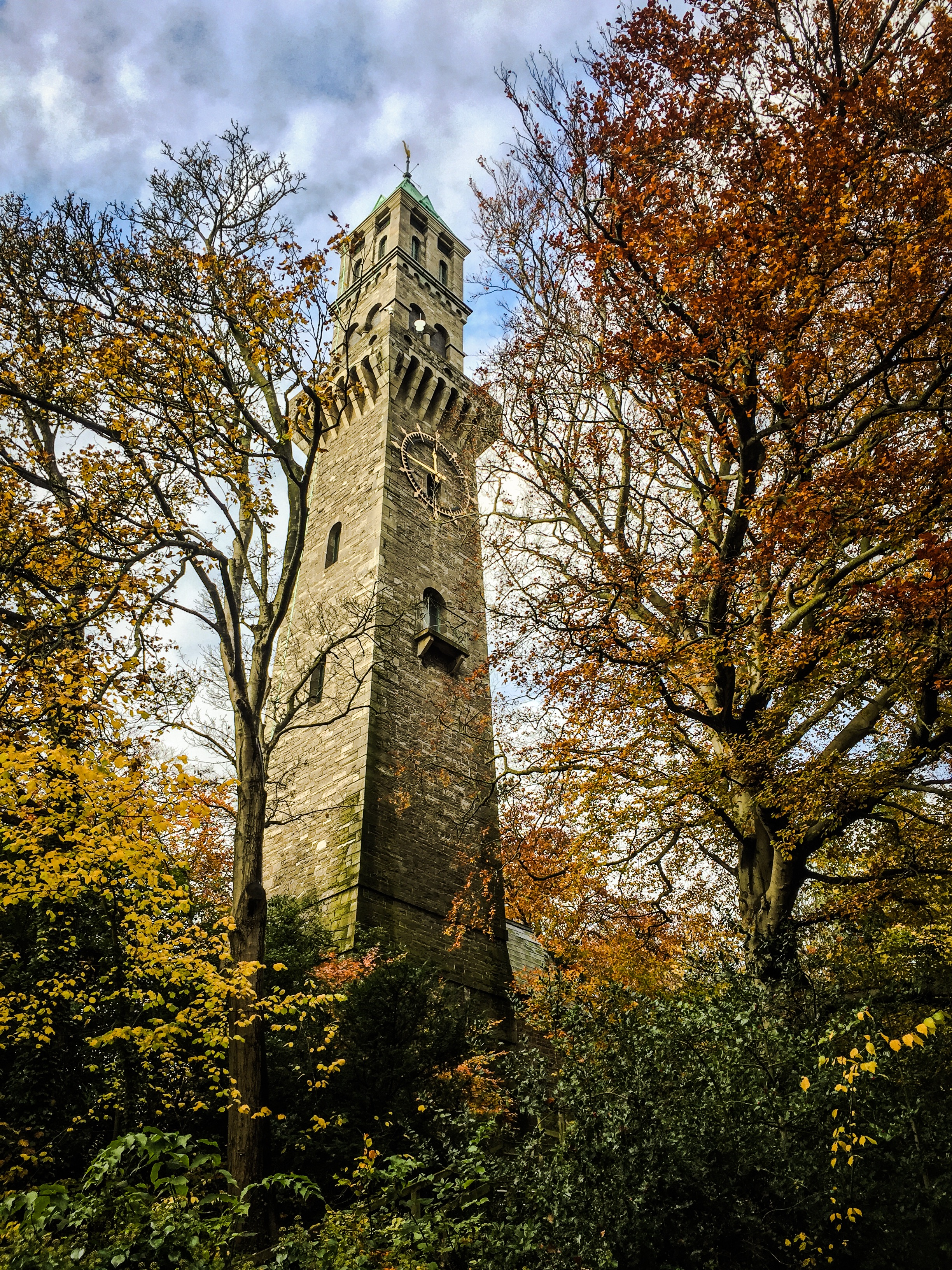
La tour d'horloge Lord Iveagh dans le comté de Dublin. Novembre 2019.

Le comté de Dublin correspond peu ou prou à l'ancien royaume de Dublin du royaume viking en Irlande.
La région a eu le statut de Comté jusqu’à sa dissolution en 1994. À cette date, et en réponse à un rapport du Conseil de l'Europe présentant l’Irlande comme l’État le plus centralisé de l’Union européenne, il a été décidé que le comté de Dublin était ingouvernable et problématique pour l'exercice de la démocratie locale. Le comté a été dissous et remplacé par trois nouveaux comtés, Dun Laoghaire-Rathdown, Fingal et Dublin Sud, ainsi que par la ville de Dublin.
Aujourd’hui de très nombreuses organisations, agences d’État ou équipes sportives continuent d’opérer sur la base du comté de Dublin. Le comté est aujourd’hui défini selon la législation irlandaise comme « région de Dublin ».
De plus, l'utilisation séparée du terme Greater Dublin Area qui est constituée de la Région de Dublin plus les comtés de Kildare, Meath et Wicklow a ajouté à la confusion générale.
Selon le recensement de 2011, la région de Dublin comptait 1 270 603 habitants soit 26,9 % de la population nationale.
Voici résumées les divisions des collectivités locales dans la région de Dublin :
| Nom                    | Localisation | Statut | Superficie          | Population (2011) |
| ---------------------- | ------------ | ------ | ------------------- | ----------------- |
| Ville de Dublin        | Centre       | Cité   | 114,99 km2 (12,6 %) | 525 383 (41,3 %)  |
| Dun Laoghaire-Rathdown | Sud-Est      | Comté  | 127,31 km2 (13,9 %) | 206 995 (16,3 %)  |
| Fingal                 | Nord         | Comté  | 448,07 km2 (49,1 %) | 273 051 (21,5 %)  |
| Dublin Sud             | Sud-Ouest    | Comté  | 222,74 km2 (24,4 %) | 264 174 (20,9 %)  |

## Géographie

### Villes et quartiers
- Adamstown, Artane, Ashington, Ashtown
- Balbriggan, Baldoyle, Balgriffin, Ballinteer, Ballsbridge, Ballybrack, Ballycullen, Ballyfermot, Ballymun, Balrothery, Bayside, Beaumont, Belfield, Blackrock, Blanchardstown, Booterstown, Brittas
- Cabinteely, Cabra, Carpenterstown, Carrickmines, Castleknock, Chapelizod, Cherrywood, Churchtown, Citywest, Clonard, Clondalkin, Clonshaugh, Clonsilla, Clonskeagh, Clontarf, Collinswood, Coolmine, Coolock, Crumlin
- Dalkey, Darndale, Dartry, Deansgrange, Dollymount, Dolphin's Barn, Donabate, Donaghmede, Donnybrook, Donnycarney, Drimnagh, Drumcondra, Dún Laoghaire, Dundrum
- East Wall, Edmondstown
- Fairview, Finglas, Firhouse, Foxrock
- Galloping Green, Glasnevin, Glasthule, Glencullen, Glenageary, Goatstown, Grangegorman
- Harold's Cross, Hartstown, Howth, Huntstown
- Inchicore, Islandbridge, Jobstown
- Kill O' The Grange, Kilbarrack, Killester, Killiney, Kilmacud, Kilmainham, Kilmore, Kilnamanagh, Kilsallaghan, Kilternan, Kimmage, Kinsealy, Knocklyon
- Leopardstown, Loughlinstown, Lucan, Lusk
- Malahide, Marino, Merrion, Milltown, Monkstown, Mount Merrion, Mulhuddart
- Newcastle, Naul
- Oldbawn, Ongar
- Palmerstown, Perrystown, Phibsborough, Portmarnock, Portobello
- Raheny, Ranelagh, Rathcoole, Rathfarnham, Rathgar, Rathmichael, Rathmines, Rialto, Ringsend
- Saggart, Sallynoggin, Sandycove, Sandyford, Sandymount, Santry, Shankill, Skerries, Smithfield, Stepaside, Stillorgan, Stoneybatter, Strawberry Beds, Sutton, Swords
- Tallaght, Templeogue, Terenure, The Coombe, Tyrrelstown
- Walkinstown, Whitechurch, Whitehall, Windy Arbour

### Comtés limitrophes
| Meath           | Meath           | mer d'Irlande |
| Meath Kildare   | comté de Dublin | mer d'Irlande |
| Kildare Wicklow | Wicklow         | mer d'Irlande |